# Örn Clausen
Örn Clausen (* 8. November 1928 in Reykjavík; † 12. Dezember 2008 ebenda) war ein isländischer Leichtathlet, der bei den Leichtathletik-Europameisterschaften 1950 den zweiten Platz im Zehnkampf belegte.
Bei den Olympischen Spielen 1948 in London schied Örn Clausen im 100-Meter-Lauf im Vorlauf aus. Im Zehnkampf erreichte er 6444 Punkte (6146 Punkte nach heutiger Wertung) und belegte damit den zwölften Platz. Zwei Jahre später bei den Europameisterschaften 1950 in Brüssel kämpfte Örn Clausen zusammen mit dem Franzosen Ignace Heinrich um die Goldmedaille. Am Ende hatte Heinrich 67 Punkte Vorsprung, Örn Clausen erhielt für 7297 Punkte (6819) die Silbermedaille. 1951 verbesserte er sich auf 7453 Punkte (6932) und belegte damit den dritten Platz in der Jahresweltbestenliste.
Bei einer Körpergröße von 1,84 Meter betrug sein Wettkampfgewicht 83 Kilogramm. Örn Clausens Zwillingsbruder Haukur Clausen war ebenfalls Leichtathlet.